# Cordyceps robertsii
Cordyceps robertsii är en svampart som först beskrevs av William Jackson Hooker, och fick sitt nu gällande namn av Miles Joseph Berkeley 1855. Cordyceps robertsii ingår i släktet Cordyceps och familjen Cordycipitaceae.   Inga underarter finns listade i Catalogue of Life.